# Alchemilla bachite
Alchemilla bachite é uma espécie de rosácea do gênero Alchemilla, pertencente à família Rosaceae.